# Tessenei
Tessenei (o Tesseney, Teseney; in tigrino ተሰነይ; in arabo تسني) è una città dell'Eritrea sul fiume Gasc, a pochi chilometri dal confine col Sudan.

## Storia
Durante il periodo coloniale italiano, Tessenei fu al centro di un vasto progetto di valorizzazione agricola. Il progetto di utilizzare le acque del Gasc risale al 1905, quando furono iniziati i primi studi di fattibilità da parte dell'ing. Nicola Coletta. I lavori furono iniziati nel 1924 e comprendevano una diga di sbarramento (inaugurata nel 1928) e numerose altre opere idrauliche e canali di irrigazione. La sistemazione dei terreni interessò circa 10.000 ettari. Questa grande concessione agricolo-industriale venne realizzata dalla S.I.A. (Società Imprese Africane). La coltivazione principale era quella del cotone, della varietà Sakellaridis, la stessa coltivata in Egitto; l'intera produzione era avviata in Italia, dove entrava con facilitazioni di natura doganale. Uno stabilimento per il trattamento del cotone, un grande oleificio per la lavorazione dei semi, una centrale elettrica ed una officina meccanica completavano l'opera. Nel dopoguerra venne aperto ad Asmara, da parte di un imprenditore italiano, un moderno stabilimento per la filatura e la tessitura del cotone di Tessenei. Le vicende belliche che portarono all'indipendenza dell'Eritrea causarono la distruzione delle opere di colonizzazione e la chiusura dello stabilimento di Asmara. Durante la guerra di indipendenza eritrea la località di Tessenei, data la sua vicinanza al confine con il Sudan, dal quale gli insorti eritrei ricevevano armi e rifornimenti, venne ripetutamente bombardata e fu oggetto di combattimenti, ma fu anche la prima ad essere liberata. Attualmente esiste a Tessenei un grande campo per profughi gestito dall'ONU, che in tempi recenti ha accolto anche numerosi profughi sudanesi del Darfur.

## Comunicazioni
Tessenei doveva essere raggiunta dalla ferrovia eritrea, che invece si fermò a Biscia. Essa si trova lungo la strada dell'Eritrea orientale che unisce Asmara al confine sudanese.

## Fonti
- Guida Dell'Africa Orientale - C.T.I. Ed.1938

Il nome Tessenei abbreviato con il diminutivo di Senei, oppure Tesenei, non è di origine tigrignà, ma tigrè, popolazione costretta a vivere in Sudan dall'attuale presidente dittatore, Isayas Afwerky, nonostante l'indipendenza dell'Eritrea.
Nel 1929, si chiamava Villaggio Gasperini (dal nome dell'ex governatore dell'Eritrea, originario di Treviso). Tessenei, è suddivisa in diverse "Hillah" o quartieri/rioni, abitati da gruppi etnici diversi. Esiste infatti la Hilla Tokrur (o Hillat Takarir), popolazione originaria della Nigeria (parlano una lingua molto simile a quella parlata nel Biafra, in Nigeria); la Hillaat al Soudan (o Hillat Soudan); Hillat Halabit (abitata da pasoti Beni Amer, dediti alla pastorizia); Hillat somal (abitata da somali, dediti al commercio).
Costruita intorno ad una collina di blocchi di granito, alta poco più di 100, che la separa da Hillat al Takarir, è attraversata da un piccolo torrente, che si riversa nel Gash: il torrente Tadalay.
Alle spalle della collina corre un canale di irrigazione, che prende le acque dal Gash, nell'epoca delle piogge, chiamato Tur-hà, che porta le acque del Gash fino alle terre coltivate con il cotone, vicino ad Alì Ghidir.
L'approvvigionamento di acqua, è risolto grazie ad un serbatoio alimentato da un vecchissimo gruppo di pompe (risalenti ai primo anni 30) che estraggono le acque dalle sabbie del Gash. 
È un enorme vascone, costruito sulla sommità sulla piccola collina di granito, circondato da vecchi Baobab. Al lato d questo vascone-serbatoio, sorgeva l'ospedale Civile Italiano, costruito negli anni 20, che per lunghissimi anni, ha servito una enorme zona nei dintorni di Tessenei, come i villaggi di Haicota, Galluy (Gallug), Ali-Ghidir, Talatahascer, Sabderat (paese di confine con il Sudan), Suttumò, Had Elit (villaggio popolato da circa 1.000 individui che parlano una lingua tutta loro.